# Imagen satelital

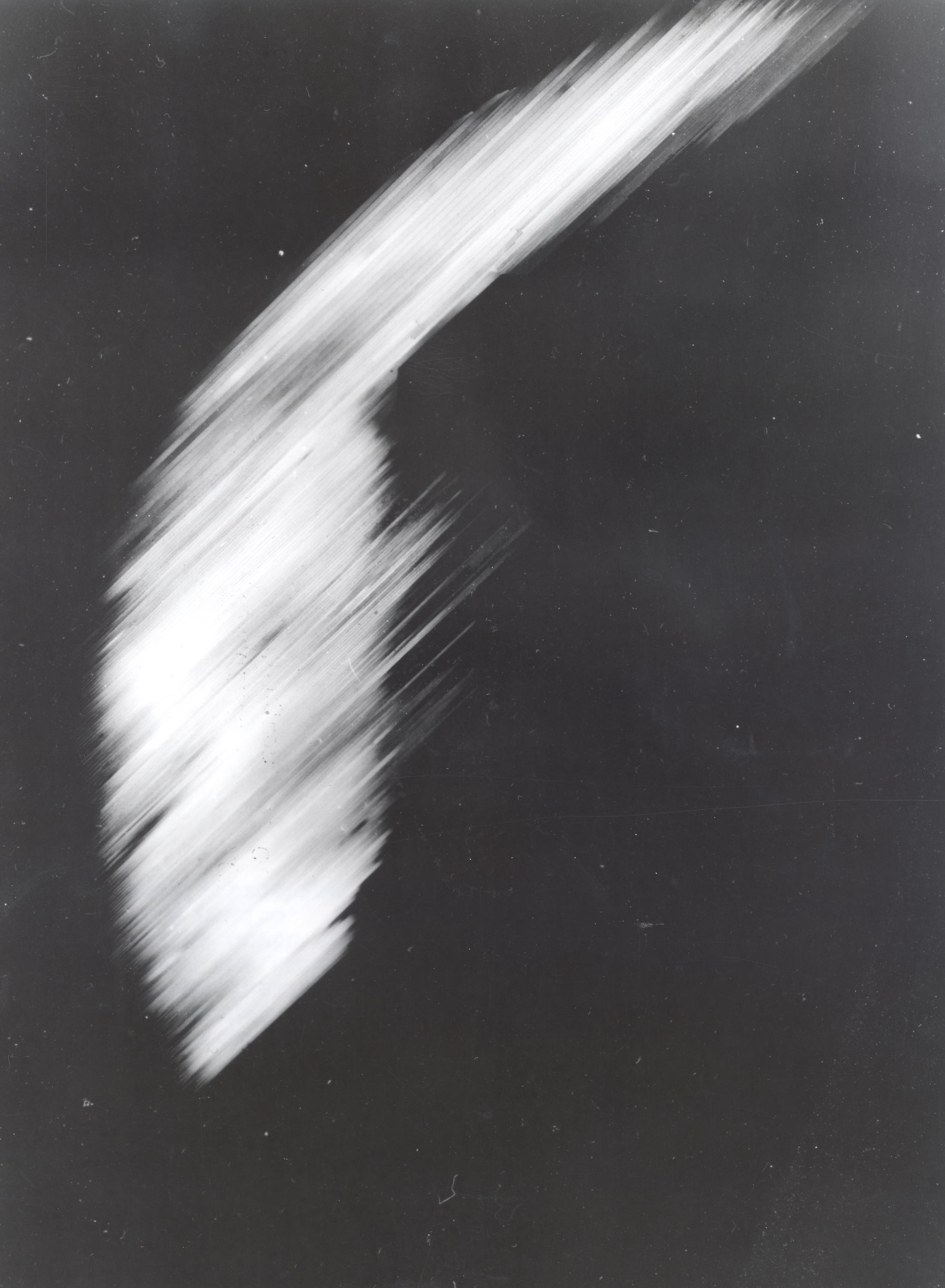
Esta es la primera imagen satelital obtenida por el satélite espacial Explorer 6. Muestra un área del océano Pacífico, iluminada por el Sol, y cubierta por nubes. Esta imagen fue capturada cuando el satélite aproximadamente se encontraba a 27 001 km sobre la superficie terrestre.

Una imagen satelital o imagen de satélite se puede definir como la representación visual de la información capturada por un sensor montado en un satélite artificial. Estos sensores recogen la información reflejada por la superficie de la Tierra que luego es enviada de regreso a ésta y es procesada convenientemente.

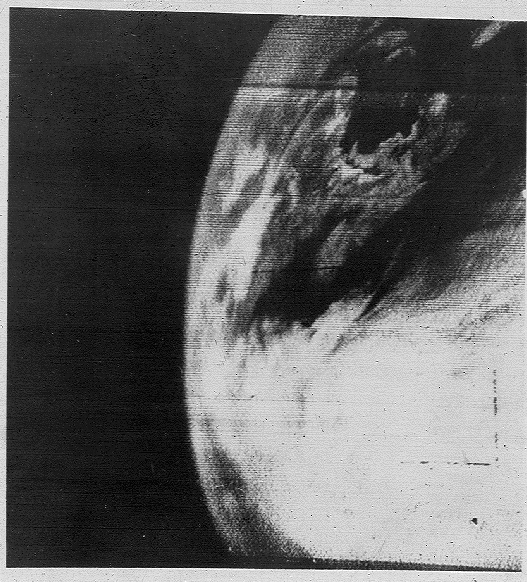
Primera imagen satelital de la Tierra transmitida por TV, en 1960, tomada por el satélite meteorológico TIROS-1.

La primera imagen satelital de la Tierra fue tomada el 14 de agosto de 1959 por el satélite estadounidense Explorer 6. La primera fotografía satelital de la luna fue tomada por el satélite soviético Luna 3 el 6 de octubre de 1959, en una misión para fotografiar el lado oculto de la Luna. La canica azul, fue tomada en el espacio en 1972, esta fotografía se volvió muy popular en los medios de comunicación y entre la gente. También en 1972 los Estados Unidos comenzaron con el programa Landsat, el mayor programa para la captura de imágenes de la tierra desde el espacio.

## Campos de aplicación.

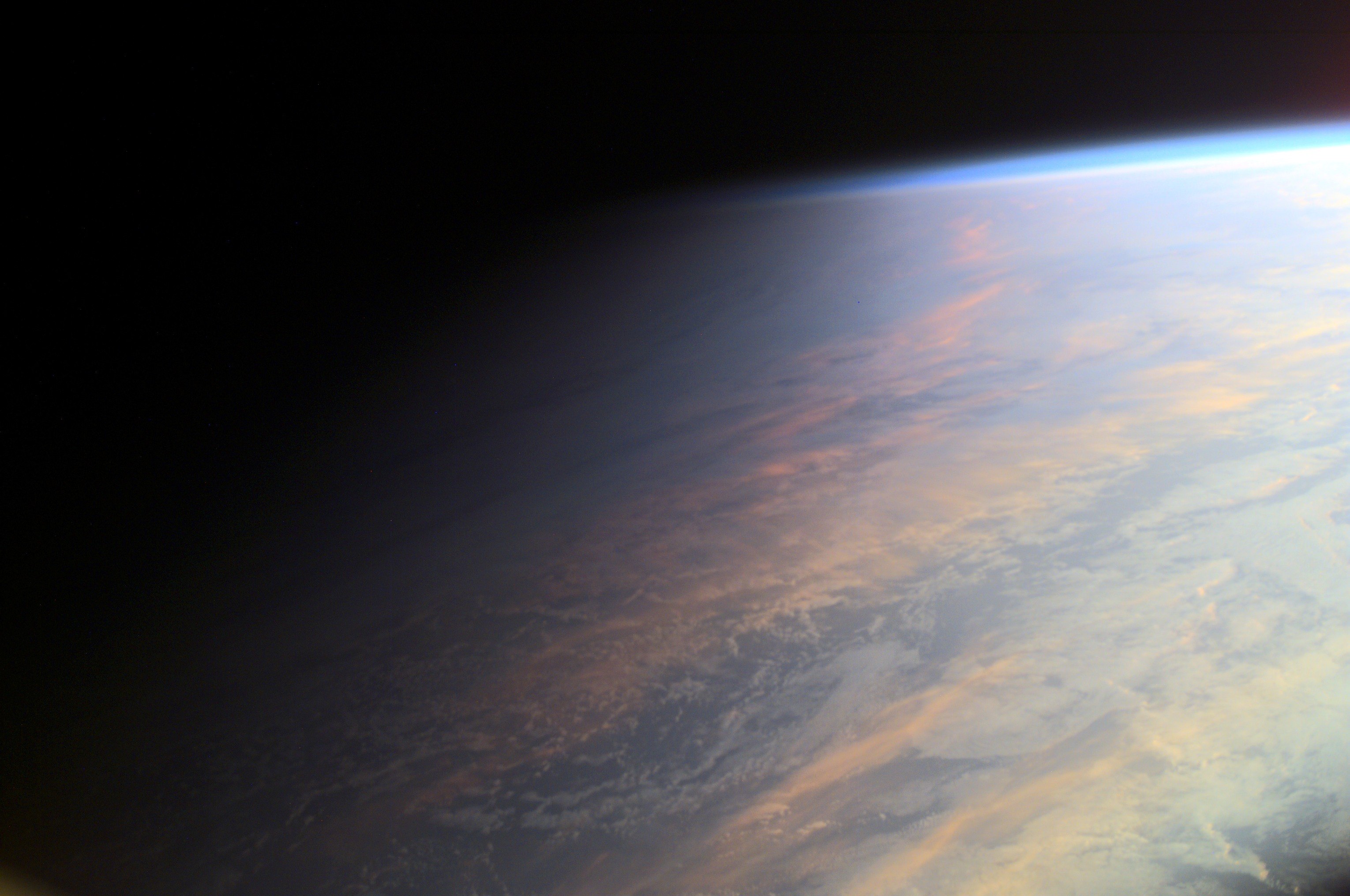

La [imagen fotográfica] de la superficie terrestre desde el espacio tiene evidentes aplicaciones en campos como la cartografía. Los modernos sistemas de información geográfica, que combinan el reconocimiento por satélite con el procesamiento de datos informatizados, permite un mayor y más profundo conocimiento de nuestro entorno. Estas tecnologías están tan extendidas que hoy en día es posible acceder a esta información desde cualquier lugar a través del teléfono móvil.
También se ha convertido en una eficaz herramienta en el estudio del clima, los océanos, los vientos ,  la vegetación, y corrientes globales.
En el campo militar, las imágenes obtenidas por medio de satélites espía se han utilizado para tareas de reconocimiento, espionaje y seguimiento.
Actualmente[¿cuándo?] la Comisión Nacional para el Conocimiento y Uso de la Biodiversidad (CONABIO) recibe imágenes de satélite diariamente del sensor AVHRR (Advanced Very High Resolution Radiometer), de los satélites NOAA (National Oceanic and Atmospheric Administration), del sensor MODIS (Moderate Resolution Imaging Spectroradiometer) y de los satélites terra-1 y aqua-1. También funciona como imágenes cartográficas.

## Técnicas de las imágenes satelitales
Se distinguen imágenes pancromáticas (a color), monocromáticas (blanco y negro) y multiespectrales (que contienen información de muchas bandas del espectro electromagnético).